# Pyractomena marginalis
Pyractomena marginalis är en skalbaggsart som beskrevs av Green 1957. Pyractomena marginalis ingår i släktet Pyractomena och familjen lysmaskar. Inga underarter finns listade i Catalogue of Life.